# 제남군
제남군(濟南郡)은 중국의 옛 군이다. 원래는 박양군(博陽郡)이었는데, 제수 남쪽에 있다 하여 이름이 제남군으로 고쳐졌다. 여국(呂國), 제천국(濟川國), 제남국(濟南國)의 봉토가 되었다가 제남국이 폐지되면서 이름이 제남군으로 굳어졌다.

## 진
진나라 통일 당시의 36군에는 속하지 않으나, 유물을 통해 진나라에서 박양군이 존재했을 것이라 보기도 한다. 치소는 박양(博陽)현이라고도 하는 박성(博城)현 - 현재의 타이안 시 남동이다. 속현으로는 박성·동평릉(東平陵)·반양(般陽)·양추(梁鄒)·어릉(於陵)·태산(泰山)·평양(平陽)·역성(歷城)·영(嬴)이 있었다.

## 전한
《사기》에서는 한신에게 제나라를 거두었을 때 4군이 있었는데 제도혜왕에게 제나라를 주었을 때 교서·교동·임치·제북·박양·성양 6군으로 늘어나기 때문에 전한에서 박양군을 처음 설치했을 것이라 보기도 한다. 박양군의 치소는 원래 제북군의 치소인 박양(博陽)현 즉 박(博)현이었으나, 어떤 이유에서인지 동평릉(東平陵)으로 옮겨지면서 군의 이름도 제수 이남이라는 의미로 제남군으로 바뀐 것으로 보인다. 제남군이란 이름은 고황후 치세에 여나라를 봉할 때 “제나라의 제남군 땅을 여나라 왕에게 봉토로 준다.”라 하여 처음으로 드러난다. 여나라는 이후 기원전 180년 여씨에게서 혜제의 아들 유태에게로 넘어갔고 이름도 제천나라로 바뀌었으나, 이해에 여씨 정권이 패망하면서 제후국은 폐지되고 예전처럼 제나라에 속했다.
기원전 178년 제북국을 설치하면서 제남군은 제나라에서 제북나라로 옮겨졌고, 제북왕 유흥거의 모반으로 제북나라가 폐지되면서 전한의 직할령이 됐다. 기원전 164년에 제나라 지역에 왕국을 재배치하면서 제남나라가 새로 설치됐고, 유벽광이 왕으로 봉해졌다. 유벽광은 오초칠국의 난에 가담했기에 난이 끝난 후 자결했고, 제후국도 폐지되어 전한의 직할령이 됐다. 원수 원년(기원전 122년) 무제가 제북나라에서 태산 일대를 받아 태산군을 신설하면서, 제남군의 박현 일대도 태산군으로 옮겨졌다.
청주자사부에 속했다. 원시 2년(2년)의 인구조사에 따르면 14만 761호, 64만 2884명이 있었다.
아래의 속현 목록은 한서 지리지를 따른 것으로 원연·수화 지간(기원전 8년)의 현황으로 여겨지며, 일반적으로 첫 현이 군의 치소이다. 대략 오늘날의 지난시 중부와 동부, 빈저우 시 쩌우핑 현, 쯔보 시 서부 일대에 해당한다.
| 현명   | 한자     | 대략적 위치              | 비고                  |
| ------ | -------- | ------------------------ | --------------------- |
| 동평릉 | 東平陵縣 | 지난시 동                | 공관과 철관이 있었다. |
| 추평현 | 鄒平縣   | 빈저우 시 쩌우핑 현      |                       |
| 평대현 | 平臺縣   | 지난 시 북동             |                       |
| 양추현 | 梁鄒縣   | 빈저우 시 쩌우핑 현 북   |                       |
| 토고현 | 土鼓縣   | 지난 시 장추 시 동       |                       |
| 어릉현 | 於陵縣   | 쯔보 시 서               | 도위가 다스린다.      |
| 양구현 | 陽丘縣   | 지난 시 장추 시 북       |                       |
| 반양현 | 般陽縣   | 쯔보 시 남서             |                       |
| 간현   | 菅縣     | 지난 시 장추 시 북서     |                       |
| 조양현 | 朝陽縣   | 빈저우 시 쩌우핑 현 북서 |                       |
| 역성현 | 歷城縣   | 지난 시 서               | 철관이 있었다.        |
| 효현   | 猇縣     | 지난 시 장추 시 북       |                       |
| 저현   | 著縣     | 지난 시 지양 현 서       |                       |
| 의성현 | 宜成縣   | 지난 시 상허 현 남?      |                       |

## 신나라
군의 이름을 낙안(樂安)으로 고치고 다음 현의 이름을 고쳤다.
| 전한       | 신             |
| ---------- | -------------- |
| 평대(平臺) | 대치(臺治)     |
| 어릉(於陵) | 어륙(於陸)     |
| 반양(般陽) | 제남정(濟南亭) |
| 조양(朝陽) | 수치(脩治)     |
| 유(猇)     | 이성(利成)     |

## 군수·태수

### 전한
- 질도(? ~ 기원전 150년)
- 정당시(무제 시기)
- 동조(? ~ 기원전 120년)
- 공손수(公孫遂, ? ~ 기원전 108년)[9]
- 왕경(? ~ 기원전 100년)
- 하후번(기원전 8년 ~ ?)